# Rode lijst
Rode lijsten zijn lijsten waarop per land (of deel daarvan) de in hun voortbestaan bedreigde dier-, planten-, schimmel- en protistensoorten staan.
Op rode lijsten staan, naast de bedreigde soorten, beschermingsmaatregelen om deze soorten weer in aantal te laten toenemen. Doordat overheden en terreinbeherende organisaties bij hun beleid en beheer rekening houden met de rode lijsten, wordt gehoopt dat van de nu bedreigde organismen er over tien jaar een aantal niet meer bedreigd zal zijn en dus van de rode lijst afgevoerd kan worden.
De bedreigde dier- en plantensoorten op rode lijsten zijn niet wettelijk beschermd, tenzij ze ook in de nationale wetgeving zijn opgenomen, zoals de Nederlandse Omgevingswet of de Belgische Wet op het natuurbehoud en het Koninklijk Besluit van 16 februari 1976 houdende maatregelen ter bescherming van bepaalde in het wild groeiende planten.

## In België
In België verscheen in 1969 een lijst met zeldzame, bedreigde en uitgestorven planten, uitgegeven door de dienst Natuurbescherming. In 1980 kwam een lijst van bedreigde insecten uit en in 1985 eentje van bedreigde leefgebieden.
In Vlaanderen verscheen in 1989 een lijst met bedreigde sprinkhanen. De eerste officiële Vlaamse rode lijst zag het licht in 1994: "Rode Lijst van de zoogdieren van Vlaanderen". Ondertussen zijn reeds andere rode lijsten van Vlaanderen gepubliceerd, zoals die van:
- Amfibieën en reptielen
- Dagvlinders
- Dansvliegen
- Landslakken
- Loopkevers
- Mieren
- Paddenstoelen
- Slankpootvliegen
- Spinnen
- Sprinkhanen en krekels
- Vissen
- Waterwantsen

### Vlaamse lijsten
- Vlaamse Rode Lijst (planten)
- Vlaamse Rode Lijst (libellen)
- Vlaamse Rode Lijst (broedvogels)
- Vlaamse Rode Lijst (zoogdieren)
- Vlaamse Rode Lijst (dagvlinders)
- Vlaamse Rode Lijst (loopkevers)
- Vlaamse Rode Lijst (sprinkhanen en krekels)

### Waalse lijsten
- Waalse Rode Lijst (dagvlinders)

## In Nederland
In Nederland werden deze lijsten in opdracht van het ministerie van LNV opgesteld. De rode lijsten worden regelmatig, bijvoorbeeld eens in de tien jaar, bijgewerkt. Minister Veerman van Landbouw, Natuur en Voedselkwaliteit heeft op 5 november 2004 de toenmalige rode lijsten voor bedreigde dier- en plantensoorten vastgesteld. Het ging daarbij om acht volledig nieuwe rode lijsten, één volledig herziene rode lijst (die van de vogels) en negen al bestaande, licht gewijzigde rode lijsten.
Sinds november 2012 gebeurt het opstellen van de lijsten in opdracht van het ministerie van Economische Zaken. Op 15 oktober 2015 werden de nieuwe rode lijsten voor korstmossen, mossen, vaatplanten, libellen, sprinkhanen en krekels en vissen door staatssecretaris Sharon Dijksma van Economische Zaken in de Staatscourant gepubliceerd. De bescherming werd van kracht op 1 januari 2016.
Op Nederlandse rode lijsten staan alleen soorten die zich in Nederland voortplanten, dus geen trekvissen (zoals zalm en paling), noch overwinterende vogels.
Plaatsing op een rode lijst betekent niet automatisch dat de soort beschermd is. Daarvoor is opname van de soort in de Wet natuurbescherming nodig. Deze wet bevat een bijlage met een lijst van beschermde soorten. De rode lijsten hebben daarvoor wel een belangrijke signaalfunctie.
Een vermelding op een rode lijst geeft een indicatie over hoe het een soort vergaat, het is geen indicatie over de zeldzaamheid. De Europese meerval is zeldzaam. Wanneer een visser betrapt wordt op het gericht vissen op meerval is hij strafbaar op grond van de Flora- en faunawet. De meerval geldt echter niet als bedreigd omdat hij in areaal en aantal vooruit gaat.

### Categorieën
De rode lijsten zijn samengesteld aan de hand van twee criteria, te weten de zeldzaamheid en de trend in het verloop van de talrijkheid.
Er worden de volgende acht categorieën onderscheiden, met de bijbehorende trend en zeldzaamheid:

### Nederlandse lijsten
Achter de Rode Lijst staat het jaartal waarin het Rode Lijst-rapport is gemaakt. De Rode Lijst is soms in hetzelfde jaar, en soms één of meer jaren later van kracht geworden door publicatie in de Staatscourant.
- Lijst van beschermde soorten Wet natuurbescherming (vanaf juli 2021)
- Nederlandse Rode Lijst (zoogdieren) - 2020
- Nederlandse Rode Lijst (dagvlinders) - 2019
- Nederlandse Rode Lijst (bijen) - 2018
- Nederlandse Rode Lijst (vogels) - 2016
- Nederlandse Rode Lijst 2012 (planten) - 2012
- Nederlandse Rode Lijst (sprinkhanen en krekels) - 2012
- Nederlandse Rode Lijst (libellen) - 2012

- Nederlandse Rode Lijst (mossen) -2012

- Nederlandse Rode Lijst (korstmossen) - 2011
- Nederlandse Rode Lijst (vissen) - 2011
- Nederlandse Rode Lijst (paddenstoelen) - 2008
- Nederlandse Rode Lijst (reptielen) - 2007
- Nederlandse Rode Lijst (amfibieën) - 2007
- Nederlandse Rode Lijst (platwormen) - 2004
- Nederlandse Rode Lijst (steenvliegen) - 2004
- Nederlandse Rode Lijst (kokerjuffers) - 2004
- Nederlandse Rode Lijst (weekdieren) - 2004
- Nederlandse Rode Lijst (haften) - 2004

## Internationale rode lijsten
De Nederlandse en de internationale lijsten (=Rode Lijst van de IUCN) zijn niet vergelijkbaar, omdat de normen die er aan ten grondslag liggen verschillen. De Nederlandse lijst kijkt naar aard van de ontwikkelingen over een periode van 50 jaar, terwijl de IUCN een periode van slechts 10 jaar aanhoudt. Over een periode van 50 jaar is de teloorgang van de Nederlandse soorten groter.
Daarnaast bestaat er een rode lijst in het kader van de conventie voor internationale handel in bedreigde diersoorten: Convention on International Trade in Endangered Species of Wild Fauna and Flora (=CITES). In de aangesloten landen is de import en export van deze soorten verboden.
In Europa is in een periode van tien jaar het aantal bedreigde vogelsoorten met 45 soorten toegenomen. In totaal zijn 226 van de ongeveer 525 in Europa voorkomende soorten min of meer bedreigd.